# Método das secantes
Em análise numérica, o método das secantes é um algoritmo de busca de raízes que usa uma sequência de raízes de linhas secantes para aproximar cada vez melhor a raiz de uma função f.
O método da secante pode ser pensado como uma aproximação por diferenças finitas do método de Newton. No entanto, foi desenvolvido independentemente do método de Newton, e antecedeu-o por mais de 3.000 anos.

## O método

As duas primeiras iterações do método das secantes. A curva vermelha mostra a função f e as linhas azuis são as secantes

O método das secantes é definido pela relação de recorrência
{\displaystyle x_{n+1}=x_{n}-{\frac {x_{n}-x_{n-1}}{f(x_{n})-f(x_{n-1})}}f(x_{n})}
ou
{\displaystyle x_{n+1}={\frac {x_{n-1}f(x_{n})-x_{n}f(x_{n-1})}{f(x_{n})-f(x_{n-1})}}}
Como pode ser visto da relação de recorrência, o método das secantes requer dois valores iniciais, x0 e x1, que devem ser preferencialmente escolhidos próximos da raiz.

## Dedução do método
Dados xn−1 e xn, construímos uma reta passando pelos pontos (xn−1, f(xn−1)) e (xn, f(xn)), como ilustrado na figura à direita. Note que essa reta é uma secante ou corda do gráfico da função f.
Na forma ponto-declividade, ela pode ser definida como
{\displaystyle y-f(x_{n})={\frac {f(x_{n})-f(x_{n-1})}{x_{n}-x_{n-1}}}(x-x_{n}).}
Agora escolhemos xn+1 como zero dessa reta, então xn+1 é escolhido de modo que
{\displaystyle f(x_{n})+{\frac {f(x_{n})-f(x_{n-1})}{x_{n}-x_{n-1}}}(x_{n+1}-x_{n})=0.}
Resolvendo essa equação, obtém-se a relação de recorrência para o método das secantes.

## Convergência
As iterações xn do método das secantes convergem para uma raiz de f, se os valores iniciais x0 e x1 estiverem suficientemente próximas da raiz. A ordem de convergência do método é α, onde
{\displaystyle \alpha ={\frac {1+{\sqrt {5}}}{2}}\approx 1.618}
é a razão áurea. Em particular, a convergência é superlinear.
Esse resultado só vale sob certas condições técnicas; a saber, f deve ser duas vezes continuamente diferenciável e a raiz em questão deve ser simples (isto é, não deve ser uma raiz múltipla).
Se os valores iniciais não estiverem próximos da raiz, não se pode garantir que o método das secantes convergirá.

## Exemplos Computacionais
Eis implementações do método das secantes em Matlab. Neste exemplo, o método das secantes é aplicado para encontrar uma raiz da função f(x) = x3 −10x2 -400. Os valores iniciais são x0=20 e x1=30; o número de iterações é n=8. Espera-se que a iteração irá convergir para x=12,5426 após um número suficiente de iterações.
```
f
=@(
x
)
 
x
^
3
 
-
10
*
x
^
2
 
-
400
;

x
(
1
)=
20
;

x
(
2
)=
30
;

n
=
8
;

j
=
n
+
3
;

for
 
i
=
3
:
j

    
x
(
i
)
 
=
 
x
(
i
-
1
)
 
-
 
(
f
(
x
(
i
-
1
)))
*
((
x
(
i
-
1
)
 
-
 
x
(
i
-
2
))
/
(
f
(
x
(
i
-
1
))
 
-
 
f
(
x
(
i
-
2
))));

end

root
=
x
(
j
)

```